# Miagrammopes animotus
Miagrammopes animotus là một loài nhện trong họ Uloboridae.
Loài này thuộc chi Miagrammopes. Miagrammopes animotus được Arthur Merton Chickering miêu tả năm 1968.